# Cropia poliomera
Cropia poliomera är en fjärilsart som beskrevs av Jones 1908. Cropia poliomera ingår i släktet Cropia och familjen nattflyn. Inga underarter finns listade i Catalogue of Life.